# (30193) Annikaurban
(30193) Annikaurban ist ein Asteroid des inneren Hauptgürtels, der am 7. April 2000 an der Lincoln Laboratory Experimental Test Site (ETS) (IAU-Code 704) in Socorro, New Mexico im Rahmen des Projektes Lincoln Near Earth Asteroid Research (LINEAR) entdeckt wurde. Unbestätigte Sichtungen des Asteroiden hatte es schon vorher gegeben: zum Beispiel im März 1993 unter der vorläufigen Bezeichnung 1993 FC28 am La-Silla-Observatorium der Europäischen Südsternwarte in Chile sowie am 14. und 17. Dezember 1998 (1998 XR47) am Lincoln Laboratory Experimental Test System.
Nach der SMASS-Klassifikation (Small Main-Belt Asteroid Spectroscopic Survey) wurde bei einer spektroskopischen Untersuchung von Gianluca Masi, Sergio Foglia und Richard P. Binzel bei (30193) Annikaurban von einer hellen Oberfläche ausgegangen, es könnte sich also, grob gesehen, um einen S-Asteroiden handeln. Die Albedo von 0,401 (±0,144) weist tatsächlich auf eine helle Oberfläche hin.
Der Asteroid wurde am 6. November 2014 nach Annika Urban (* 2001) benannt, einer Schülerin der Dorseyville Middle School aus Pittsburgh, Pennsylvania, dafür, dass sie im Finale der Broadcom MASTERS 2014, einem Wissenschaftswettbewerb der Society For Science & The Public für 6.- bis 8.-Klässler in der Sektion Ingenieurwesen den zweiten Platz belegt hatte. Sie nahm mit ihrem Projekt „The Stetophone“ teil, einem von ihr entwickelten Stethoskop, das Patientendaten über Mobilfunk senden und empfangen kann. Ihr Projekt wurde von der Chemikerin Eva Malecki betreut, die ihre Mathematiklehrerin ist. Nach Eva Malecki wurde für die Betreuung der Asteroid (30222) Malecki benannt. Den 1. Ingenieurpreis der Broadcom MASTERS 2014 erhielt Chythanya Murali, nach der der Asteroid (30183) Murali benannt wurde.